# Eupholus nickerli
Eupholus nickerli es una especie de escarabajo del género Eupholus, familia Curculionidae. Fue descrita científicamente por Heller en 1913.
Habita en Nueva Guinea. Eupholus nickerli puede alcanzar una longitud de aproximadamente 18 a 32 milímetros (0,71 a 1,26 pulgadas).  El color básico de estos escarabajos es azul metálico, con algunas bandas negras irregulares transversales a lo largo de los élitros. El tórax es uniformemente azul. En la subespecie Eupholus nickerli anthracina el color básico es gris grisáceo, con bandas transversales negras y amarillentas. Estos colores estructurales se derivan de escalas planas muy pequeñas.